# La velocità della luce (album)
(C.O.D., Pol@ro.id)
La velocità della Luce è l'album di esordio della band Alternative italiana C.O.D., pubblicato con l'etichetta Virgin nel 1999.

## Tracce
1. Pol@roid
2. Fiore
3. Nevicadere
4. Le balene
5. (Giulio) Delle stelle
6. Scolorina
7. Respirare (non funziona)
8. Vellocet
9. Michelle #6
10. Atomico (reprise)